# Upplands runinskrifter 339
Upplands runinskrifter 339 är tre försvunna vikingatida runstensfragment som funnits i Granby, Orkesta socken och Vallentuna kommun.

## Inskriften
Translitterering av runraden:
[... × tufa × auk ... ...albi × ant × ...]
Normalisering till runsvenska:
... Tofa ok ... [hi]alpi and ...
Översättning till nusvenska:
... Tove och ... [Gud] hjälpe anden ...